# Sulcia cretica violacea
Sulcia cretica là một loài nhện trong họ Leptonetidae.
Loài này thuộc chi Sulcia. Sulcia cretica violacea được P. M. Brignoli miêu tả năm 1974.